# Gláucio de Jesus Carvalho
Gláucio de Jesus Carvalho, besser bekannt als Gláucio (* 11. November 1975 in São Paulo),  ist ein ehemaliger brasilianischer Fußballspieler.

## Karriere
Der 1,73 Meter große Mittelfeldspieler begann seine Karriere 1994 beim Verein Portuguesa. Nach einer Saison wechselte er für zwei Spielzeiten zum niederländischen Verein Feyenoord Rotterdam, wo er in der Saison 1995/96 neun Ligaspiele absolvierte und drei Tore schoss. Daraufhin wurde er im Jahr 1996 von CR Flamengo aus Rio de Janeiro für eine Spielzeit ausgeliehen, und in der Rückrunde der Saison 1996/97 lieh sich der Lokalrivale Excelsior Rotterdam Gláucio für ein halbes Jahr aus, bei welchem er 12 Ligaspiele absolvierte und sechs Tore erzielte. In der Saison 1997/98 kam er noch einmal für Feyenoord zum Einsatz, ehe er im Winter 1998 in seine Heimat Brasilien zu America FC (RJ) wechselte. Im darauffolgenden Jahr wurde Gláucio an den Guarani FC verliehen. Zur Saison 2000/01 wagte er wieder den Sprung nach Europa, nämlich zum spanischen Verein Rayo Vallecano. In seiner Debütsaison bestritt er 23 Ligaspiele und traf einmal ins Tor. In der zweiten Spielzeit absolvierte er 29 Ligaspiele und erzielte ein Tor. Im Sommer 2002 wechselte Gláucio dann wieder nach Brasilien zu SC Corinthians Alagoano, 2003 zum kuwaitischen Klub al Qadsia Kuwait. Doch auch dort hielt er sich nicht lange auf und spielte während der Spielzeit 2004 schon wieder in seinem Heimatland beim SC Internacional. Noch im selben Jahr unterschrieb er einen drei Jahre gültigen Vertrag beim Paulista FC. Allerdings verbrachte Gláucio die Jahre 2005 und 2006 in Japan auf Leihbasis bei Avispa Fukuoka. Zwischen 2007 und 2010 spielte er noch für mehrere Vereine in Brasilien, jedoch auch nochmals in Kuwait beim al Salmiya Club. Seine letzten beiden Vereine, wo er in den Jahren 2009 beziehungsweise 2010 tätig war, waren der EC Vitória (11 Spiele/1 Tor) und der Oeste FC (keine Einsätze). Nach der Spielzeit 2010 beendete Gláucio seine aktive Karriere als Fußballspieler.

## Erfolge
Paulista
- Copa do Brasil: 2005